# 笹川浩
笹川浩（日语：／ Sasagawa Hiroshi，本名：笹川 浩，1936年7月9日—），日本男性動畫導演、漫畫家、作家。龍之子製作公司顧問。出身於福島縣會津若松市。

## 概要
笹川浩曾擔任手塚治虫的助手和漫畫家，自龍之子製作公司（以下簡稱龍之子）成立以來，他一直作演出家活躍。是1970年代至1980年代龍之子黃金時代的領導人物之一。代表作有〈時間飛船系列〉。他創作過許多搞笑作品，擅長製作風格主義的搞笑作品。他也被稱為「搞笑動畫帝王」和「動畫界的阿欽」。然而，他更喜歡像《再造人卡辛》這樣的嚴肅故事。從1980年代到1990年代初離開龍之子期間，參與《忍者哈特利》、《小超人帕門》、《小鬼Q太郎 (1985年版)》、《叮噹貓》等藤子不二雄作品的製作。
龍之子製作公司於1975年開始招募實習生擔任導演和製作總監，並聘請真下耕一、植田秀仁、西久保瑞穗、押井守擔任導演（他們後來被稱為「龍之子四天王」）。笹川浩的私人辦公室培養了一批人才，其中包括長田乃音、上北雙子（上北實那、上北希沙2人組成）、今川泰宏、茂木智里等人。
〈時間飛船系列〉裡出現的和以笹川為原型。另外，他也是同系列中三惡首腦的原型之一，不包括（瘦皮猴、伯亞基〈含重製版〉、等）。

## 來歷
笹川浩在家鄉會津若松找到了一份漆藝師的工作，但他無法放棄成為漫畫家的夢想，於是他與同胞平田昭吾等人組成了會津漫畫研究會，並繼續投稿漫畫給他崇拜的手塚治虫。1957年，他應手塚治虫的邀請移居東京，成為手塚治虫的第一位全職專屬助理。作為漫畫家出道，在月刊《少年畫報》上從1958年9月號到1959年3月號連載了《偵探學校》。
1959年，笹川浩作為手塚治虫的首席助理而獨立。之後，《鐵丸寶貝》在《少年畫報》雜誌上繼續連載。《魔犬五郎》在1963年創刊的漫畫週刊《少年King》上連載，1972 年由東映動畫製的《魔犬萊納0011變身吧！》作為動畫電影上映，但由於他在龍之子製作公司工作的時間，還沒有接觸過動畫。《魔犬五郎》也是《再造人卡辛》裡出現的機器狗「Friender」的原型。其他漫畫作品還有在《週刊少年Magazine》連載的《旺旺刑事》與《少年社長》等等。
在擔任手塚治虫的助手後，他為蟲Production電視動畫《原子小金剛》繪製了兩本分鏡，並開始對動畫著迷，並與當時的朋友吉田龍夫聯繫製作動畫。當時，龍之子是一家由吉田兄弟經營的漫畫工作室，但大約在同一時間，東映動畫與龍之子接洽，計劃共同製作一部電視動畫，儘管有聯合製作的傳聞，但吉田龍夫將在龍之子獨立從事動畫製作。笹川和吉田助手原征太郎在東映動畫接受了動畫師培訓，並從龍之子成立以來，作為製作團隊支持吉田龍夫。
1967年開始播出的《萬能怪獸》讓龍之子走上了搞笑動畫的新道路。1975年開始的〈時間飛船系列〉旨在結合龍之子的色彩動作和搞笑元素，成為龍之子製作公司的代表系列。
1979年9月，笹川浩受繪本作家、同鄉老友平田昭吾的邀請，離開了龍之子，轉投西崎義展的東京動畫。也將設立私人辦公室笹川辦公室。 離開龍之子後，他繼續負責〈時間飛船系列〉，在東京動畫負責《梅特林克的青鳥 Tyltyl與Mytyl的冒險之旅》和《宇宙戰艦大和號III》。此外，東京動畫也轉包給SHIN-EI動畫，他成為《忍者哈特利》的總導演。結果，SHIN-EI動畫保留了在A Production（東京電影）時代魅力的作品中帶來了新的風格，並創造了許多擬聲用語，例如《忍者哈特利》裡的受到了孩子們的歡迎。即使在1983年東京動畫解散、與西崎義展的合約結束後，他在SHIN-EI動畫的作品仍然是他的工作重點。此時的笹川每週導演兩三部作品已是常事，而在平田的催促下，他又開始寫兒童小說，忙得不可開交。
1990年，《哆啦A夢》首任朝日電視台製作人、視頻策劃公司STAFF 21社長菅野哲雄菅野徹勇向他諮詢建立動畫工作室的事宜，隔年，也就是1991年，他參與了Animation 21的成立，成為旗下子公司。笹川擔任導演，製作了《蕃茄十勇士》、《龍馬英雄》、《叮噹貓》、《岡比西斯之籤》，但生意並沒有持續多久，因為受泡沫經濟破裂的影響，幾年之內STAFF 21的員工就不得不解散。
1994年，作為導演參與OVA《時間飛船王道復古》，回到了龍之子，擔任顧問兼企劃部總監。
他在2009年3月上映的真人電影《小雙俠》裡友情客串出演一名被多龍芝幫欺騙的顧客。
2010年3月，他為家鄉會津若松市設計了旅遊公關人物。以鶴城為主題。

## 參加作品

### 動畫

#### 電視動畫
1965年
- 宇宙王牌（日语：宇宙エース）（—1966年，導演）

1967年
- 馬赫GoGoGo (1967年版)（—1968年，總導演）
- 萬能怪獸 (第1作)（—1968年，原作、總導演、編劇）

1968年
- （—1969年，導演）

1969年
- 噴嚏大魔王（—1970年，總導演）

1970年
- 鄉巴佬大將（日语：いなかっぺ大将）（—1972年，總導演）

1971年
- 河馬與嘟嘟（日语：カバトット）（—1972年，導演）

1972年
- （—1973年，導演）

1973年
- 小青蛙（日语：けろっこデメタン）（總導演）
- 再造人卡辛（—1974年，總導演）

1974年
- 瓢蟲之歌（—1976年，總導演）
- 雜牌拯救隊（—1975年，總導演）

1975年
- 宇宙騎士鐵甲人（總導演（前半）、演出）
- 時間飛船（—1976年，總導演）

1976年
- 保羅歷險記（—1977年，首席導演）

1977年
- 小雙俠 (1977年版)（—1979年，首席導演）
- 棒球少年貫太（日语：一発貫太くん）（—1978年，總導演）

1978年
- 科學小飛俠II（－1979年，總導演）

1979年
- Z超人（日语：ゼンダマン）（—1980年，總導演）
- 怪盗魯邦 813之謎（日语：813 (小説)）（導演）

1980年
- 梅特林克的青鳥 Tyltyl與Mytyl的冒險之旅（日语：メーテルリンクの青い鳥 チルチルミチルの冒険旅行）（導演）
- 時空巡警隊救助超人（日语：タイムパトロール隊オタスケマン）（—1981年，總導演）
- 宇宙戰艦大和號III（—1981年，分鏡、演出）

1981年
- 救難小英雄Yattode（—1982年，總導演）
- 不來梅4 在地獄中的天使們（日语：ブレーメン4 地獄の中の天使たち）（演出）
- 忍者哈特利（—1987年，總導演）

1982年
- 逆轉一發人（日语：逆転イッパツマン）（—1983年，總導演）
- 阿福（日语：フクちゃん）（—1984年，導演）
- 心跳今夜（—1983年，總導演）

1983年
- 小超人帕門 (1983年版)（—1985年，總導演）
- 頂尖超人（日语：イタダキマン）（總導演）
- 停止!! 雲雀（—1984年，分鏡）

1984年
- OKAWARI-BOY Starzan S（日语：OKAWARI-BOY スターザンS）（原案）
- 怪貓豬油糕（日语：オヨネコぶーにゃん）（—1985年，總導演）

1985年
- 小鬼Q太郎 (1985年版)（—1987年，總導演）

1987年
- 超能嬰兒（日语：ウルトラB）（—1989年，總導演）
- 肥牛牛布斯（—1988年，總導演）
- 萬能怪獸 (第2作)（—1988年，原作）

1988年
- 光頭騙子禿丸（日语：つるピカハゲ丸）（—1989年，監修）
- IQ零蛋多毛狗（日语：どんどんドメルとロン）（—1989年，導演）
- 比利犬（日语：ビリ犬）（—1989年，總導演）

1989年
- 比利犬商會（總導演）
- 衝鋒四驅郎（—1990年，總導演）

1990年
- 平成天才傻鵬（日语：平成天才バカボン）（導演）
- 我他彼此（日语：ペエスケ）（—1991年，導演）

1991年
- 鬥球兒彈平（—1992年，總導演）

1992年
- 蕃茄十勇士（—1993年，總導演）
- 龍馬英雄（日语：お〜い!竜馬）（—1993年，總導演）

1993年
- 叮噹貓（—1996年，總導演）

1995年
- 咚康！機器人天唐（日语：ドッカン!ロボ天どん）（—1996年，導演）

1996年
- 灰姑娘物語（總導演）

1997年
- 馬赫GoGoGo (1997年版)（總導演）

1999年
- 世紀末傳說美麗龍之子世界 -圓盤星人UBO-（日语：超える!テレビ）（總導演）

2000年
- 時間飛船2000 怪盗閃亮超人（日语：タイムボカン2000 怪盗きらめきマン）（總導演[9]）

2001年
- 被喊了就蹦出來！小哈欠（日语：よばれてとびでて!アクビちゃん）（—2002年，總導演）

2008年
- 小雙俠 (2008年版)（—2009年，總導演、限定版第2彈特別出演）

2015年
- 夜晚的小雙俠（超總監）

2021年
- MUTEKING THE Dancing HERO（日语：MUTEKING THE Dancing HERO）（創意導演）

#### 電影動畫
1982年
- 忍者哈特利：忍忍忍法繪日記之卷（總導演）

1983年
- 忍者哈特利：忍忍回鄉大作戰之卷（總導演）

1984年
- 忍者哈特利+小超人帕門：超能力大戰（日语：忍者ハットリくん+パーマン 超能力ウォーズ）（總導演）

1985年
- 忍者哈特利+小超人帕門：忍者怪獸吉波VS奇蹟蛋（日语：忍者ハットリくん+パーマン 忍者怪獣ジッポウVSミラクル卵）（總導演）

#### OVA
1985年
- 烏龍派出所 (龍之子製作戶外活動試映版)（導演）[b]

1987年
- 任性的白熊（日语：かってにシロクマ）（導演）

1990年
- 超人力霸王塗鴉 歡迎來到超人國度！（日语：ウルトラマングラフィティ おいでよ!ウルトラの国）（導演）
- 戰國武將列傳 爆風童子必殺人（日语：戦国武将列伝 爆風童子ヒッサツマン）（導演）

1991年
- 岡比西斯之籤（日语：カンビュセスの籤）（總導演）

1993年
- 時間飛船王道復古（日语：タイムボカン王道復古）（—1994年，監修）

2012年
- 一發必中!! Devander（日语：一発必中!! デバンダー）（導演）

### 漫畫
- （曙出版）[10]

### 小說
-  POPLAR社文庫（日语：ポプラ社文庫） SF懸疑系列

1.  1986
2.  1986
3.  1986
4.  1987
5.  1987
 1989
-  POPLAR社文庫 SF懸疑系列

1.  1987　
2. 》 上北雙子繪 學習研究社 1992
 上北雙子繪 學習研究社 1992
 上北雙子繪 1992 POPLAR社新小小童話
 德山光俊、橋本豐子繪 1992 POPLAR社新小小童話
 德山光俊、橋本豐子繪 1992 POPLAR社新小小童話
-  德山光俊繪 1995 POPLAR社新小小童話
-  德山光俊繪 1995 POPLAR社新小小童話
-  德山光俊繪 1996 POPLAR社新小小童話

### 自傳
-  WANI BOOKS（日语：ワニブックス），2000年

### 其它
- 小雙俠（日语：ヤッターマン (映画)）（真人電影版） 擔任監修。並在劇中客串壽司屋的顧客。
- 綜藝新聞 由你開始（日语：バラエティーニュース キミハ・ブレイク）『NINETY-NINE的超體感問答CARS』（TBS電視台，2009年8月11日播出） 為雙人搞笑組合NINETY-NINE設計上節目用的服裝。
- 夜櫻四重奏 電視動畫第5話片尾插圖，與漫畫家上北雙子共同。

## 腳註